# Thập niên 770
Thập niên 770 hay thập kỷ 770 chỉ đến những năm từ 770 đến 779.